# Josep Vicent Cabrera Rovira
Josep Vicent Cabrera Rovira   (el Verger, 1976) és un poeta valencià que exerceix de professor d'educació secundària. Llicenciat en filologia catalana per la Universitat de València, ha fet també de traductor i corrector i ha escrit ressenyes literàries en diverses revistes de llibres.
L'any 2008 el Departament de Català de la Universitat de Leicester, a Anglaterra, va convidar-lo a dur a terme dues jornades literàries: en la primera va fer un recital de poetes de la Marina-Safor i en la segona un taller de poesia avantguardista.